# Communauté d'agglomération Saint-Dizier, Der et Blaise
La communauté d'agglomération Saint-Dizier, Der et Blaise est une communauté d'agglomération française, située dans les départements de la Marne et Haute-Marne et la région Grand Est.

## Historique
Dans le cadre des dispositions de la loi portant nouvelle organisation territoriale de la République (Loi NOTRe) du 7 août 2015, qui prévoit que les établissements publics de coopération intercommunale (EPCI) à fiscalité propre doivent avoir un minimum de 15 000 habitants, le schéma départemental de coopération intercommunale de la Haute-Marne du 29 mars 2016 a prévu la fusion des petites communauté de communes de la vallée de la Marne (Population municipale de 5 761 habitants et 8 communes) et de la communauté de communes du Pays du Der (population municipale de 4 261 habitants et 11 communes) avec l'ancienne communauté d'agglomération Saint-Dizier, Der et Blaise, cette nouvelle structure intercommunale devant intégrer les deux communes du département de la Marne de Cheminon et Maurupt-le-Montois.
C'est ainsi que, après consultation des conseils communautaires et municipaux, la nouvelle communauté d'agglomération a été créée par un arrêté préfectoral du 24 novembre 2016 qui a pris effet le 1er janvier 2017,, une communauté d'agglomération est formée par la fusion des communautés de « Saint-Dizier, Der et Blaise (ancienne) » (39 communes), de « la vallée de la Marne » (11 communes) et du « Pays du Der » (8 communes) avec extension aux communes marnaises de Cheminon et Maurupt-le-Montois (provenant de la communauté de communes Saulx et Bruxenelle).
Cette nouvelle structure intercommunale reprend le nom de communauté d'agglomération Saint-Dizier, Der et Blaise, mais est une autre personne morale de droit public que l'ancienne structuré créée en 2000.
Malgré leurs demandes, les communes de Cousances-les-Forges  et Sommelonne n'ont pas été autorisées en 2018 à quitter la communauté de communes des Portes de Meuse pour rejoindre Saint-Dizier Der et Blaise,.

## Territoire communautaire

### Géographie
Le territoire communautaire est  traversée par la Marne et le canal entre Champagne et Bourgogne. Il se trouve sur la RN 4, à environ 200 kilomètres à l'est de Paris. 

### Composition
La communauté d'agglomération est composée des 60 communes suivantes :

| Nom                              | Code Insee | Gentilé                | Superficie (km2) | Population (dernière pop. légale) | Densité (hab./km2) |
| -------------------------------- | ---------- | ---------------------- | ---------------- | --------------------------------- | ------------------ |
| Saint-Dizier (siège)             | 52448      | Bragards               | 47,69            | 22 811 (2022)                     | 478                |
| Allichamps                       | 52006      | Allichampenois         | 2,74             | 362 (2022)                        | 132                |
| Ambrières                        | 51008      | Ambriérois             | 10,07            | 212 (2022)                        | 21                 |
| Attancourt                       | 52021      | Attancourtois          | 10,02            | 275 (2022)                        | 27                 |
| Bailly-aux-Forges                | 52034      |                        | 10,51            | 133 (2022)                        | 13                 |
| Bayard-sur-Marne                 | 52265      |                        | 15,39            | 1 269 (2022)                      | 82                 |
| Bettancourt-la-Ferrée            | 52045      | Bettancourtois         | 5,38             | 1 797 (2022)                      | 334                |
| Brousseval                       | 52079      | Broussevaliens         | 6,01             | 625 (2022)                        | 104                |
| Ceffonds                         | 52088      | Ceffondais             | 36,52            | 658 (2022)                        | 18                 |
| Chamouilley                      | 52099      | Camoléusiens           | 7,81             | 725 (2022)                        | 93                 |
| Chancenay                        | 52104      |                        | 9,86             | 1 013 (2022)                      | 103                |
| Cheminon                         | 51144      | Cheminoniers           | 27,6             | 595 (2022)                        | 22                 |
| Chevillon                        | 52123      | Chevillonnais          | 36,9             | 1 277 (2022)                      | 35                 |
| Curel                            | 52156      | Curellois              | 7,63             | 407 (2022)                        | 53                 |
| Domblain                         | 52169      |                        | 5,33             | 83 (2022)                         | 16                 |
| Dommartin-le-Franc               | 52171      | Dommartinois           | 10,03            | 243 (2022)                        | 24                 |
| Doulevant-le-Petit               | 52179      | Doulevantais           | 3,03             | 16 (2022)                         | 5,3                |
| Éclaron-Braucourt-Sainte-Livière | 52182      | Éclaronnais            | 54,24            | 2 011 (2022)                      | 37                 |
| Eurville-Bienville               | 52194      | Eurvillois-Bienvillois | 20,73            | 2 001 (2022)                      | 97                 |
| Fays                             | 52198      | Faysiens               | 5,98             | 62 (2022)                         | 10                 |
| Fontaines-sur-Marne              | 52203      | Fontenois              | 6,47             | 146 (2022)                        | 23                 |
| Frampas                          | 52206      | Frampasiens            | 10,22            | 155 (2022)                        | 15                 |
| Hallignicourt                    | 52235      | Hallignicourtois       | 11,86            | 241 (2022)                        | 20                 |
| Hauteville                       | 51286      |                        | 10,78            | 233 (2022)                        | 22                 |
| Humbécourt                       | 52244      | Humbécourtois          | 20,84            | 755 (2022)                        | 36                 |
| Landricourt                      | 51315      |                        | 5,88             | 135 (2022)                        | 23                 |
| Laneuville-à-Rémy                | 52266      |                        | 5,96             | 66 (2022)                         | 11                 |
| Laneuville-au-Pont               | 52267      | Laneuvillois           | 4,09             | 233 (2022)                        | 57                 |
| Louvemont                        | 52294      | Louvemontais           | 20,98            | 697 (2022)                        | 33                 |
| Magneux                          | 52300      |                        | 5,8              | 154 (2022)                        | 27                 |
| Maizières                        | 52302      |                        | 11,7             | 184 (2022)                        | 16                 |
| Maurupt-le-Montois               | 51358      | Mauruptois             | 18,12            | 534 (2022)                        | 29                 |
| Moëslains                        | 52327      | Mediolanais            | 1,62             | 461 (2022)                        | 285                |
| Montreuil-sur-Blaise             | 52336      | Ecureuils              | 1,36             | 132 (2022)                        | 97                 |
| Morancourt                       | 52341      | Touilles               | 13,92            | 132 (2022)                        | 9,5                |
| Narcy                            | 52347      | Narcyssois             | 11,12            | 211 (2022)                        | 19                 |
| Osne-le-Val                      | 52370      | Cayens                 | 26,92            | 256 (2022)                        | 9,5                |
| Perthes                          | 52386      | Perthois               | 13,08            | 517 (2022)                        | 40                 |
| Planrupt                         | 52391      | Mairuptiens            | 8,33             | 315 (2022)                        | 38                 |
| La Porte du Der                  | 52331      |                        | 47,21            | 2 112 (2022)                      | 45                 |
| Rachecourt-sur-Marne             | 52414      | Rachecourtois          | 5,65             | 740 (2022)                        | 131                |
| Rachecourt-Suzémont              | 52413      |                        | 3,57             | 106 (2022)                        | 30                 |
| Rives Dervoises                  | 52411      |                        | 76,7             | 1 306 (2022)                      | 17                 |
| Roches-sur-Marne                 | 52429      | Rochois                | 7,87             | 583 (2022)                        | 74                 |
| Saint-Eulien                     | 51478      |                        | 8,06             | 419 (2022)                        | 52                 |
| Saint-Vrain                      | 51521      | Saint-Vrainois         | 11,57            | 227 (2022)                        | 20                 |
| Sapignicourt                     | 51522      | Sapignicourtois        | 4,82             | 387 (2022)                        | 80                 |
| Sommancourt                      | 52475      |                        | 5,73             | 55 (2022)                         | 9,6                |
| Sommevoire                       | 52479      | Sommevigériens         | 32,68            | 648 (2022)                        | 20                 |
| Thilleux                         | 52487      | Thilleulois            | 9,71             | 62 (2022)                         | 6,4                |
| Trois-Fontaines-l'Abbaye         | 51583      |                        | 43,71            | 195 (2022)                        | 4,5                |
| Troisfontaines-la-Ville          | 52497      |                        | 37,88            | 432 (2022)                        | 11                 |
| Valcourt                         | 52500      | Valcourtois            | 3,77             | 608 (2022)                        | 161                |
| Valleret                         | 52502      |                        | 4,76             | 63 (2022)                         | 13                 |
| Vaux-sur-Blaise                  | 52510      | Valpériens             | 7,19             | 347 (2022)                        | 48                 |
| Ville-en-Blaisois                | 52528      | Blaisois               | 6,89             | 148 (2022)                        | 21                 |
| Villiers-en-Lieu                 | 52534      | Villarais              | 12,9             | 1 477 (2022)                      | 114                |
| Voillecomte                      | 52543      | Voillecomtois          | 14,44            | 515 (2022)                        | 36                 |
| Vouillers                        | 51654      |                        | 8,28             | 259 (2022)                        | 31                 |
| Wassy                            | 52550      | Wasséyens              | 33,82            | 2 776 (2022)                      | 82                 |

### Démographie
| 1968   | 1975   | 1982   | 1990   | 1999   | 2010   | 2015   | 2021   |
| ------ | ------ | ------ | ------ | ------ | ------ | ------ | ------ |
| 70 609 | 71 846 | 71 407 | 69 649 | 65 593 | 60 068 | 59 442 | 56 086 |

## Organisation

### Siège
L'intercommunalité a son siège en l'hôtel de ville de Saint-Dizier, place Aristide-Briand, 52115 Saint-Dizier Cedex.

### Élus
La communauté d'agglomération est administrée par son conseil communautaire, composé depuis les élections municipales et communautaires de 2020 de 97 conseillers représentant chacune des  communes membres, répartis en fonction de leur population : 

- 32 délégués pour Saint-Dizier ; 

- 3 délégués pour Wassy ; 

- 2 délégués pour Eurville-Bienville, Éclaron-Braucourt-Sainte-Livière, Bettancourt-la-Ferrée, La Porte du Der ; 

- 1 délégué pour les 54 autres communes.
Au terme des élections municipales de 2020 dans la Haute-Marne, le conseil communautaire renouvelé a élu le 11 juillet 2020 son nouveau président, Quentin Brière, maire de Saint-Dizier, ainsi que ses 12 vice-présidents, qui sont, :
1. Laurent Gouverneur, maire de Montreuil-sur-Blaise, chargé  des finances, communication et gestion des déchets, coordonnateur « Gouvernance » ;
2. Alain SImon, maire de Sapignicourt, chargé de l’aménagement du territoire (habitat, transport) et de la prévention de la délinquance, coordonnateur « Qualité de vie » ;
3. Rachel Blanc, première maire-adjointe de Saint-Dizier, chargée des ressources humaines, tourisme et commerce, coordinatrice « attractivité du territoire »
4. Jean-Yves Marin, maire d’Eclaron-Braucourt-Sainte-Livière, chargé de l’environnement et cycle de l’eau, coordonnateur « transition environnementale » ;
5. Dominique Mercier, maire de Chevillon, chargé de la culture ;
6. Virginie Gerevic, maire d’Eurville-Bienville, chargée des solidarités, petite enfance et attractivité médicale ;
7. Philippe Novac, maire d’Humbécourt, chargé du développement économique et accompagnement des entreprises ;
8. Mokhtar Kahlal, 2e maire-adjoint  de Saint-Dizier, chargé du  centre nautique, de l'évènementiel et de l'entrepreneuriat ;
9. Dominique Laurent, maire de Bettancourt-la-Ferrée, chargé(e) des commissions d’appel d’offre et gestion des espaces commerciaux et industriels ;
10. Jean-Jacques Bayer, maire de La Porte du Der, chargé des mobilités durables ;
11. Éric Krezel, maire de Ceffonds, chargé de l’Innovation en milieu rural ;
12. Jean-Alain Charpentier, maire de Wassy, chargé de la transition énergétique et de la biodiversité.

Pour la mandature 2020-2026, le bureau communautaire est constitué du président, des vice-présidents et de 6 autres membres.

### Liste des présidents
| Période      | Période                        | Identité                 | Étiquette | Qualité |
| ------------ | ------------------------------ | ------------------------ | --------- | --- |
| janvier 2017 | juillet 2017,                  | François Cornut-Gentille | LR        | Maire de Saint-Dizier (1995 → 2017) Député de la Haute-Marne (1993 → ) Président de l'ancienne CA Saint-Dizier, Der et Blaise ( ? → 2017) Démissionnaire à la suite de sa réélection comme député |
| juillet 2017 | juillet 2020                   | Philippe Bossois         | LR        | Premier adjoint au maire de Saint-Dizier |
| juillet 2020 | En cours (au 17 décembre 2020) | Quentin Brière           | LR        | Avocat, collaborateur d'élus Maire de Saint-Dizier (2020 → ) |

### Compétences
La communauté d'agglomération exerce les compétences qui lui ont été transférées par les communes membres, dans les conditions déterminées par le code général des collectivités territoriales. Aux termes de l'arrêté préfectoral du 9 février 2018, il s'agit de :
- Développement économique : actions de développement économique ; zones d'activité ; politique locale du commerce et soutien aux activités commerciales d'intérêt communautaire ; promotion du tourisme ;
- Aménagement de l'espace communautaire :  schéma de cohérence territoriale (SCOT) ; plan local d'urbanisme (PLU), carte communale... ; zones d'aménagement concerté d'intérêt communautaire ; organisation de la mobilité ;
- Équilibre social de l'habitat : programme local de l'habitat (PLH) ; politique du logement d'intérêt communautaire ; logement social d'intérêt communautaire ; réserves foncières pour la mise en œuvre de la politique communautaire d'équilibre social de l'habitat ; logement des personnes défavorisées ; amélioration du parc immobilier bâti d'intérêt communautaire ;
- Politique de la ville : élaboration du diagnostic du territoire et définition des orientations du contrat de ville ; dispositifs contractuels de développement urbain, de développement local et d'insertion économique et sociale ainsi que des dispositifs locaux de prévention de la délinquance ; programmes d'actions définis dans le contrat de ville.
- Gestion des milieux aquatiques et prévention des inondations (GEMAPI) ;
- Accueil des gens du voyage : aires d'accueil et des terrains familiaux locatifs ;
- Collecte et traitement des déchets des ménages et déchets assimilés ;
- Protection et de mise en valeur de l'environnement et du cadre de vie : lutte contre la pollution de l'air, lutte contre les nuisances sonores, soutien aux actions de maîtrise de la demande d'énergie ;
- Équipements culturels et sportifs d'intérêt communautaire ;
- Action sociale d'intérêt communautaire.
- Assainissement : assainissement des eaux usées  avec la mise en œuvre du contrat global de la voire et du Ravet sur le territoire de l'ex-communauté de communes du pays du Der ; assainissement collectif et non collectif de Cheminon et Maurupt-le-Montois.
- Contribution au budget du service départemental d'incendie et de secours
- Entretien, aménagement et gestion des chemins de randonnée
- Gestion de la maison des officiers et de la conciergerie à Montier-en-Der, commune historique de La Porte-du-Der

### Régime fiscal et budget
La communauté d'agglomération est un établissement public de coopération intercommunale à fiscalité propre.
Afin de financer l'exercice de ses compétences, l'intercommunalité perçoit, comme toutes les communautés d'agglomération, la fiscalité professionnelle unique (FPU) – qui a succédé à la taxe professionnelle unique (TPU) – et assure une péréquation de ressources.